# Coryogalops bretti
Coryogalops bretti es una especie de peces de la familia de los Gobiidae en el orden de los Perciformes.

## Hábitat
Es un pez de clima subtropical y demersal.

## Distribución geográfica
Se encuentran en África: Sudáfrica.

## Observaciones
Es inofensivo para los humanos.